# Крушина
Круши́на (Frangula) — рід кущів або невеликих дерев родини жостерових. 

## Опис
Гілки неколючі. Бруньки без луски. Листя розміщені почергово, прості. Квітки дрібні, двостатеві, в пазушних напівзонтиках або пучках. Плід кістянкоподібний, соковитий, кулястий, з 3 кісточками, що не розкриваються. Насіння лінзоподібні, без борозни, які виступають з отвору в оболонці (ендокарпі) у вигляді дзьобоподібного носика. 52 види в Америці, Східній Азії та Середземномор'я (до Кавказу). По всій Україні у природному стані росте в чагарниках на знижених місцях і в заплавних лісах один вид — крушина ламка (Frangula alnus), що має п'ятичленний тип квітки і чергові цілокраї листки. Також цей вид поширений в Західній Європі, на Кавказі, в Сибіру (до Єнисею) та на сході Середньої Азії. Кора гілок та стовбурів крушини ламкої (вільхоподібної) містить антраглікозиди (до 5 %), сапоніни, дубильні та інші речовини. Приготовані з неї відвари, екстракти та пілюлі застосовують всередину як послаблюючий засіб. Плоди та кора дають стійкі фарби. М'яка деревина застосовується для токарних робіт. Декоративна рослина. Рід крушина часто поєднують з родом жостер (Rhamnus).